# Альберт Фаллон
Альберт Фаллон (нім. Albert Vallon; 30 серпня 1883, Ґрац — 23 листопада 1958, Клагенфурт) — австро-угорський, австрійський і німецький офіцер, генерал-майор вермахту.

## Сім'я
Син оберлейтенанта Карла Фаллона і його дружини Альбертіни, уродженої Ернстбергер.
29 вересня 1915 року одружився з дочкою офіцера Елізабет Клюх (1894–1978).

## Нагороди
- Ювілейний хрест
- Срібна і бронзова медаль «За військові заслуги» (Австро-Угорщина) з мечами
- Хрест «За військові заслуги» (Австро-Угорщина) 3-го класу з військовою відзнакою і мечами
- Військовий Хрест Карла
- Особливий хрест «За відвагу» (Каринтія)
- Пам'ятна військова медаль (Австрія) з мечами
- Хрест «За вислугу років» (Австрія) 2-го класу для офіцерів (25 років)
- Срібний почесний знак «За заслуги перед Австрійською Республікою»
- Почесний хрест ветерана війни з мечами